# Успенский, Гавриил Петрович
Гавриил Петро́вич Успенский (1765—1820) — русский историк, профессор Харьковского университета.

## Биография
Происходил из духовного звания. Родился 8 июля 1765 года[по какому календарю?] в Белгородской губернии.
В 1786 году окончил Севскую духовную семинарию, в 1790 году — Петербургский учительский институт. Преподавал в Главном народном училище Воронежа (1790—1807 гг.). Был членом Болховитиновского литературного кружка. Перевёл с немецкого книгу «Николая Унштета путешествия по обвороженному миру» (Воронеж, 1801—1802), с французского — «Космографию или описание тел мира для общеполезного назначения великих дел Божиих» (Воронеж, 1801) и «Мифологию» аббата де Трессана (1805).
При обозрении воронежского Главного народного училища И. Ф. Тимковский обратил внимание на способности Успенского и настоял в своём отчёте о приглашении того в Харьковский университет, которое состоялось в 1807 году после отказа Н. М. Карамзина от кафедры истории. В том же 1807 году он представил в Харьковский университет первую часть подробного «Словаря учреждений и изобретений», над которым работал несколько лет. С октября 1807 года Успенский — лектор Харьковского университета по российской истории и статистике, с 1808 года — адъюнкт-профессор, с 1811 года — экстраординарный профессор, с 1813 года — ординарный профессор; с 1814 года — декан словесного отделения. В 1813—1819 годах читал на кафедре прав гражданского и уголовного судопроизводства в Российской империи отделения (факультета) нравственных и политических наук историю русского права, русское гражданское право и уголовное русское право.

Гавриил Успенский — автор монументального труда «Опыт повествования о древностях русских», изданного в Харькове (Ч. I — 1812; Ч. II — 1818), публикацию которой предваряло 10 августа 1811 года замечание автора: 
Описание прежних нравов, обыкновений и учреждений собственных наших предков - предков, которым одолжены мы не только бытием нашим, но и самым даже уважением и славою, какими ныне пользуемся со стороны народов иноплеменных. Но слава предков есть, как всякому известно, драгоценнейший залог, за который потомки обязаны платить такими же делами, какими предки их имя своё ознаменовали. Словом напоминание о делах и добродетелях великих мужей, а паче единоплеменных нам, есть оживотворенное училище славы и чести. Я всемерно старался сделать сочинение сие для всякого из соотечественников моих и занимательным и полезным; но достиг ли своего намерения, предостовляю судить о сем просвещенной Публике. Наконец в извинение своё, касательно недостатков или погрешностей, которых я, может быть в сочинении сем, как первом на отечественном нашем языке, избежать не был в состоянии, ничего приличнее сказать здесь не могу, как только повторить изречение Великия Екатерины: дополнить или исправить легче, нежели собрать из нескольких десятков книг.
Из других сочинений Успенского:
- «О том, что каждому народу нужнее знать древнее и нынешнее состояние своего отечества, нежели других государств» (1807)
- «О состоянии военных сил в России до времён Петра Великого» (1809)
- «О древности и достоинстве законов Российских до издания царем Алексеем Михайловичем Соборного Уложения» (1814)

Редактировал научно-художественный журнал «Украинский вестник».
В мае 1820 года он неожиданно скончался. Был похоронен на 1-м городском кладбище Харькова.
Окончили Харьковский университет два сына Г. П. Успенского, один из которых оставил свои воспоминания об отце, опубликованные в «Воронежских губернских ведомостях».